# Correa backhouseana
Correa backhouseana là một loài thực vật có hoa trong họ Cửu lý hương. Loài này được Hook. mô tả khoa học đầu tiên năm 1834.